# Matthias Wirtz
Matthias Wirtz (ur. 13 kwietnia 1859, zm. 27 marca 1924 we Wrocławiu) – niemiecki inżynier, pracujący w Magdeburgu i Wrocławiu.

## Życiorys
Wirtz specjalizował się w konstrukcjach inżynierii wodnej i instalacjach budowlanych. W 1889 został budowniczym rządowym w dziedzinie budowy maszyn (Regierungsbaumeister im Fach Maschinenbau). W latach 1889-1895 zasłużył się przy budowie Kanału Kilońskiego, głównie przy konstrukcji śluz w Kilonii-Holtenau i Brunsbüttel, następnie pracował przez kilka lat w Magdeburgu.
W 1901, w związku ze stojącymi przed miastem zadaniami rozbudowy infrastruktury technicznej, powołano Wirtza jako trzeciego (obok Plüddemanna i von Scholtza) radcę budowlanego, odpowiedzialnego za instalacje budowlane i urządzenia przemysłowe. W czerwcu 1903 Wirtz wraz z Plüddemannem i Ch. Cabanisem odbył podróż studialną po całych Niemczech i odwiedził nowe budynki straży pożarnej.
Wirtz sprawował swą funkcję przez prawie dwie dwunastoletnie kadencje. 1 października 1924 miał, w związku z wymogami ustawy o wieku emerytalnym urzędników (Überalterungsgesetz), odejść na emeryturę. Zmarł jednak nagle pół roku wcześniej.

## Główne dzieła
- Gazownia miejska nr IV na Tarnogaju, 1904-1906 (rozebrana w latach 90. XX w.
- Projekty techniczne elektrowni wodnej południowej i północnej